# 赫塔·哈斯
赫塔·哈斯（1914年3月29日—2010年3月5日）是奥地利裔南斯拉夫人，在第二次世界大战期间曾是南斯拉夫游击队成员，同时是游击队领袖、后来的南斯拉夫总统约瑟普·布罗兹·铁托的第三任妻子。

## 生平
赫尔塔·哈斯于1914年出生于斯洛文尼亚比斯特里察，当时该地属于奥匈帝国。她最初登记的名字是赫塔·加布里埃莱·申德勒，是普里丝卡·申德勒和律师海因里希·哈斯的私生女。海因里希·哈斯与其妻子埃尔莎·德梅尔·哈斯离婚后，于1924年与赫尔塔的母亲结婚。她的姓氏于1925年依法更改为哈斯。
哈斯在中学时期加入革命工人运动，并担任南斯拉夫和法国各个组织之间的通讯员。
1937年，哈斯在巴黎认识铁托，当时他已经与第一任妻子佩拉吉娅·别洛乌索娃离婚1年。1940年，哈斯前往伊斯坦布尔，为铁托送去一本护照，当时铁托正从莫斯科返回。根据铁托的官方传记《铁托的恋人们》记载，两人的关系很快发展为恋情。他们于1940年结婚，并使用假名返回南斯拉夫。两人一度住在萨格勒布，直到南斯拉夫遭到入侵，铁托前往贝尔格莱德，而当时已怀孕的哈斯则留在萨格勒布。
1941年5月，哈斯生下她和铁托唯一的儿子亚历山大·米肖·布罗兹（后来，担任克罗地亚驻印度尼西亚大使）。哈斯和儿子一度由南斯拉夫游击队的支持者掩护，以避开纳粹德国当局及其盟友，但最终她还是被捕并入狱。1943年，纳粹德军与南斯拉夫游击队交换战俘，哈斯被用来交换一名德国军官而获释。
当哈斯于1943年被释放并重新加入游击队时，铁托已与其私人秘书达沃尔扬卡·保诺维奇·兹登卡关系暧昧。同年，在南斯拉夫反法西斯人民解放委员会于亚伊采举行第二次会议期间，哈斯无意中撞见铁托和保诺维奇在一起，夫妻二人由此突然分手。随后的战争岁月，哈斯大部分时间都在斯洛文尼亚，与铁托分居。
据报道，哈斯在第二次世界大战后只在一次访问贝尔格莱德总统办公室时见过铁托一面。战争结束后，哈斯曾在多个南斯拉夫政府机构任职。她再婚并育有2个女儿，其中一位是研究人员茨韦塔娜·克尔斯特夫。她的晚年生活相对低调。
2010年3月5日，哈斯在塞尔维亚贝尔格莱德逝世，得年95岁。